# Rivière Shamus
Pour les articles homonymes, voir Shamus.
La rivière Shamus est un affluent de la rive sud-ouest du lac Matchi-Manitou, coulant dans la municipalité régionale de comté (MRC) de La Vallée-de-l'Or, dans la région administrative de l’Abitibi-Témiscamingue, au Québec, au Canada. Le cours de la rivière traverse :
- le territoire non organisé de Réservoir-Dozois : canton Fréville ;
- la ville de Val d’Or : cantons Villebon et Denain.

La rivière Shamus coule entièrement en territoire forestier. Sa partie supérieure traverse la partie nord de la réserve faunique La Vérendrye. La foresterie constitue la principale activité économique de ce bassin versant ; les activités récréotouristiques, en second. La surface de la rivière est habituellement gelée de la mi-décembre à la mi-avril.

## Géographie

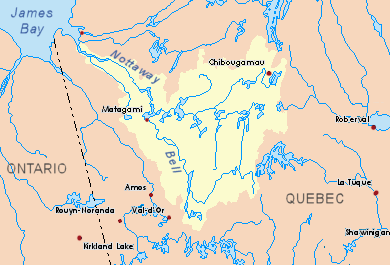
Bassin hydrographique de la rivière Nottaway.

La rivière Shamus prend sa source à l’embouchure du lac Island (longueur : 1,1 km ; largeur maximale : 0,4 km ; altitude : 367 m). Ce lac est borné du côté nord par une montagne dont le sommet atteint 360 m et du côté sud par un sommet de 389 m et un autre de 368 m. À 1,4 km au sud-est un autre sommet atteint 422 m.
Le lac Island est situé au sud-est de la ligne de partage des eaux avec le sous-bassin versant d’un ruisseau coulant vers le nord-ouest jusqu’au lac Cooper dont la décharge se déverse dans le lac Villebon, soit le lac de tête de la rivière Villebon.

L’embouchure du lac Island est située à 57,0 km au sud du chemin de fer du Canadien National, à 62,2 km au sud du centre-ville de Senneterre (ville), à 51,6 km au sud-est du centre-ville de Val d’Or et à 17,8 km au sud-est de la confluence de la rivière Shamus avec le lac Matchi-Manitou.
Les principaux bassins versants voisins de la rivière Shamus sont :
- côté nord : lac Matchi-Manitou, lac Guéguen, rivière Villebon ;
- côté est : ruisseau Rochester, rivière Marquis, lac Denain ;
- côté sud : lac Rochester ;
- côté ouest : ruisseau Lowther, lac Villebon.

À partir de l’embouchure du lac Island, la rivière Shamus coule sur 28,3 km selon les segments suivants :
- 0,9 km vers l’est, en traversant le lac Agha (altitude : 358 m sur 0,3 km ;
- 0,9 km vers le sud, en traversant le lac Lierne (altitude : 353 m jusqu’à son embouchure ;
- 4,6 km vers le nord-est, jusqu’au ruisseau Rochester (altitude : 350 m). Note : le ruisseau Rochester se déverse aussi vers le sud-est dans le lac Agave (altitude : 348 m) ;
- 3,5 km (ou 2,8 km en ligne directe) vers le nord en formant de nombreux petits méandres, jusqu’à la décharge (venant du sud) du lac Dom ;
- 8,7 km (ou 7,1 km en ligne directe) vers le nord en formant de nombreux petits méandres et en passant du côté ouest d’une montagne dont le sommet atteint 450 m, jusqu’à la rive sud du lac Shamus ;
- 1,8 km vers le nord en traversant le lac Shamus (altitude : 338 m) sur sa pleine longueur ;
- 6,9 km vers le nord-est en recueillant les eaux d’une décharge de lac (venant du nord-ouest), jusqu’à un pont routier ;
- 1,0 km vers le nord-est en traversant une petite zone de marais, jusqu’à la confluence de la rivière[2].

La rivière Shamus se décharge au fond d’une baie de la rive sud-ouest du lac Matchi-Manitou dont l’émissaire est la rivière Marquis qui coule d’abord vers le nord jusqu’à traverser le lac Blanchin, puis vers l'ouest où elle se déverse dans la baie Vauquelin du lac Guéguen. Après avoir traversé ce dernier lac, la rivière Marquis continue jusqu’à la rive est du lac Simon. Ce dernier est traversé vers le nord par la rivière Villebon laquelle se déverse sur la rive sud-est du lac Endormi. Ce dernier lac est à son tour traversé vers le nord par la rivière Louvicourt dont le courant va se déverser sur la rive sud du lac Tiblemont.
Cette confluence de la rivière Shamus avec le lac Matchi-Manitou est située, à 24,1 km au sud-est de la confluence de la rivière Marquis, à 20,1 km au nord-est de la route 113, à 11,6 km au nord-est du lac Tiblemont, à 56,5 km à l'est du centre-ville de Val d’Or et à 49,7 km au sud-est du centre-ville de Senneterre.

## Toponymie
Le toponyme rivière Shamus a été officialisé le 5 décembre 1968 à la Commission de toponymie du Québec lors de sa création.